# التآمر على أمريكا (مسلسل قصير)
التآمر  على أمريكا هو مسلسل تلفزيوني درامي أمريكي ألفاه دايفيد سيمون ووإد بورنس وكتباه، استنادًا إلى رواية تحمل نفس الاسم من تأليف فيليب روث، تسيكون عرضها الأول على إتش بي أو في 16 مارس 2020.

## فرضية
تتخيل «المؤامرة ضد أمريكا» «تاريخًا أمريكيًا بديلًا يروي من خلال عيون عائلة يهودية من الطبقة العاملة في نيوارك بولاية نيو جيرسي، وهم يشاهدون الصعود السياسي لتشارلز ليندبيرغ، البطل الطيار الشعبي المعادي للأجانب، الذي يصبح رئيسًا ويحول الأمة نحو الفاشية».

## طاقم العمل
- وينونا رايدر في دور إيفلين فينكل
- زوي كازان في دور إليزابيث ليفين
- مورغان سبيكتور في دور هيرمان
- جون تورتورو في دور الحاخام ليونيل بنجلسدورف
- أنتوني بويل في دور ألفين
- آزي روبرتسون في دور فيليب
- كاليب ماليس في دور ساندي

## إنتاج
أعلنت HBO في 8 نوفمبر، 2018، أنها قد طلبت مسلسلات من ست حلقات بناءً على رواية فيليب روث لرواية المؤامرة ضد أمريكا  من تأليف دايفيد سيمون وإد بورنس وبتنفيذ من سيمون وبورنز وروث، إلى جانب جو روث، جيفري كيرشنباوم ونينا نوبل وميغان إليسون وسو نايجل وسوزان جولدبرج ودينيس ستراتون. شركات الإنتاج المشاركة في السلسلة تشمل Annapurna Pictures و Blown Deadline Productions.    في أبريل 2019، انضم إلى المسلسل وينونا رايدر وزوي كازان ومورغان سبيكتور وجون تورتورو وأنتوني بويل وآزي روبرتسون وكالب ماليس.

### التصوير
تم التصوير في مدينة جيرسي سيتي  في معبد بيث إيل وفي منطقة التسوق في جرينفيل في مايو 2019. كما تم التصوير في نيوارك في يونيو. وفي مدينة نيويورك في مايو ويونيو 2019. تم التصوير أيضًا في الفترة من 13 إلى 14 يونيو 2019 في بالتيمور، بما في ذلك على ظهر سفينة SS John W. Brown، وهي سفينة حربية من الحرب العالمية الثانية، رست في كانتون دوك؛  وفي 14 يونيو، 2016، في واشنطن العاصمة  

## روابط خارجية
- التآمر على أمريكا على موقع IMDb (الإنجليزية)
- التآمر على أمريكا على موقع ميتاكريتيك (الإنجليزية)
- التآمر على أمريكا على موقع روتن توميتوز (الإنجليزية)
- التآمر على أمريكا على موقع فيلمافينيتي (الإسبانية)
- التآمر على أمريكا على موقع كينوبويسك (الروسية)
- التآمر على أمريكا على موقع ألو سيني (الفرنسية)
- التآمر على أمريكا على موقع قاعدة بيانات الفيلم (الإنجليزية)
- الموقع الرسمي
- التآمر على أمريكا  في قاعدة بيانات الأفلام على الإنترنت (بالإنجليزية)